# فاکس چیس، شهرستان برکس، پنسیلوانیا
فاکس چیس (به انگلیسی: Fox Chase) یک منطقهٔ مسکونی در ایالات متحده آمریکا است که در شهرستان برکس، پنسیلوانیا واقع شده‌است. فاکس چیس ۱٬۶۲۲ نفر جمعیت دارد.